# Ferruccio Valcareggi
Ferruccio Valcareggi (* 12. Februar 1919 in Triest, Italien; † 2. November 2005 in Florenz, Italien) war ein italienischer Fußballspieler und -trainer.

## Karriere
Valcareggi trainierte unter anderem von 1966 bis 1974 die italienische Nationalmannschaft. Im Jahr 1968 gewann er mit Italien die Europameisterschaft und wurde mit der Mannschaft bei der Weltmeisterschaft 1970 in Mexiko Zweiter, nachdem Italien im Jahrhundertspiel im Halbfinale die deutsche Mannschaft ausgeschaltet hatte. In der achtjährigen Amtszeit von Valcareggi verlor die Squadra Azzurra lediglich sechs von 54 Spielen.
Nach dem frühen Aus in der Vorrunde bei der Weltmeisterschaft 1974 in Deutschland wurde er von Fulvio Bernardini abgelöst.
Vor seiner Karriere als Trainer war Ferruccio Valcareggi als Spieler bei der US Triestina, der AC Florenz, dem FC Bologna, der AC Vicenza, der US Lucchese Libertas, der AC Brescia und der US Piombino aktiv. Insgesamt absolvierte er 270 Spiele in der Serie A, in denen der Mittelfeldakteur 44 Tore erzielte. Außerdem stehen in seiner Statistik 124 Einsätze in der Serie B mit 16 Torerfolgen zu Buche.

## Privates
Sein Urenkel ist der griechische Skirennläufer Massimiliano Valcareggi.